# Muttermilch, Freuds Fleisch
Muttermilch, Freuds Fleisch (Mother's Meat Freud's Flesh) ist ein kanadischer Studentenfilm aus dem Jahre 1984.

## Handlung
Demira ist Pornodarsteller, dessen Mutter ihn mit ihrer Liebe geradezu erstickt und in ihm lieber einen Hollywood-Star sehen würde. Da er sehr unter der überzogenen Mutterliebe leidet, sucht er einen Psychiater auf, der in ihm homosexuelle Neigungen entdeckt, welche er dann auch an Ort und Stelle mit Demira praktiziert. Demira erzählt dies umgehend seiner Mutter. Diese wird daraufhin eifersüchtig und geht eine Liaison mit einem älteren Herren ein, um die Aufmerksamkeit ihres Sohnes wieder auf sich zu richten, was allerdings fehlschlägt. Demira wird wider Erwarten doch ein Hollywood-Star, muss allerdings in sexuell und künstlerisch demütigenden Filmen mitspielen. Der Film endet abrupt, als der Darsteller des Demira unter lautem Protest einfach das Set verlässt.

## Besonderheiten
- Der streckenweise pornografische und brutale Film war der einzige kanadische Beitrag der Berlinale 1984 und sorgte für einen Skandal, als er im Rahmen der Berlinale kanadischen Regierungsmitgliedern gezeigt wurde.
- Der Soundtrack besteht ausschließlich aus Liedern der NDW-Band Trio, die Ende 1983 dem Regisseur die Verwendung ihrer Musik ausdrücklich erlaubten.
- Der Regisseur Demetri Estdelacropolis bereitet derzeit eine DVD-Veröffentlichung des Films vor.